# Tanková výsadková loď

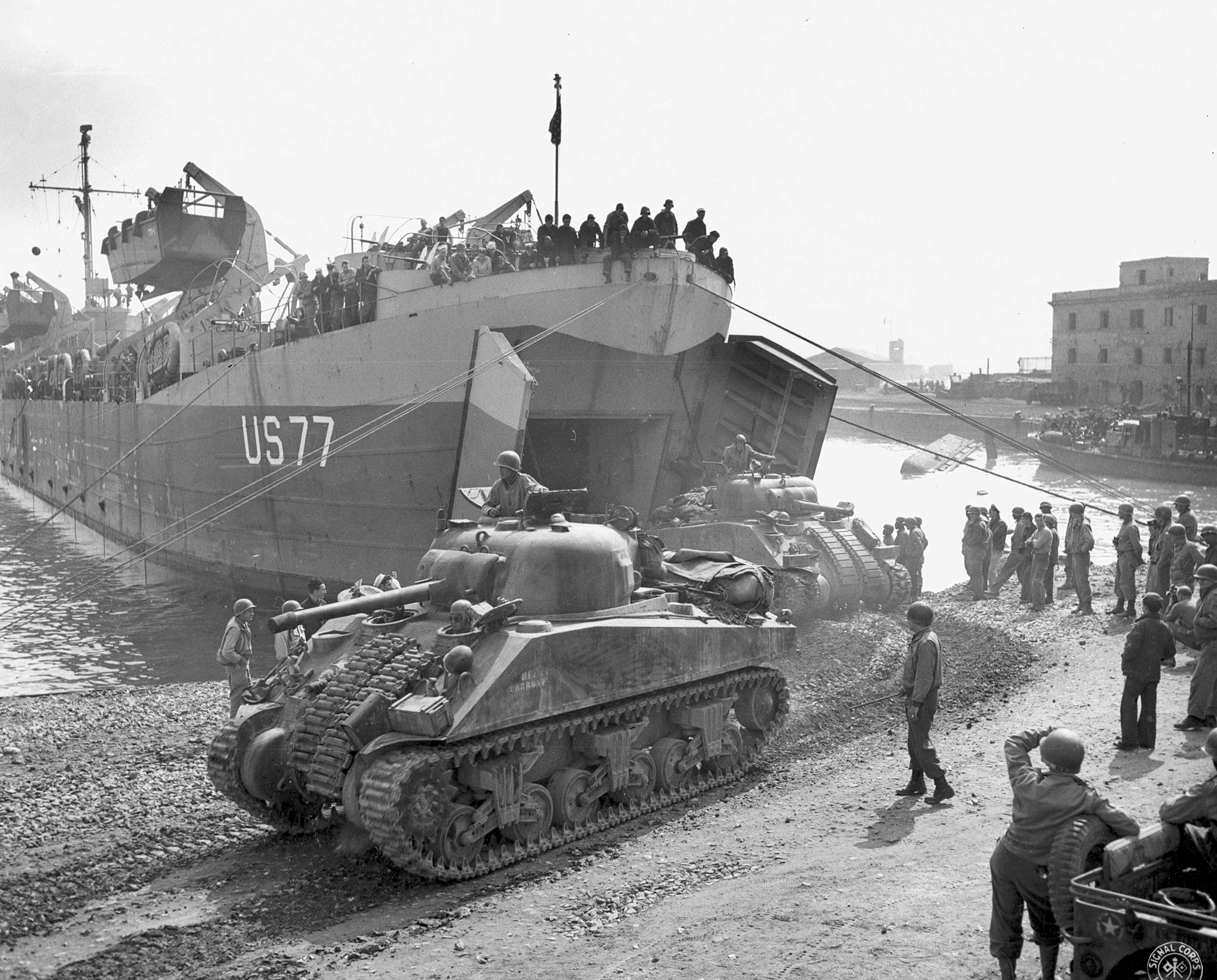
Tanky Sherman opouštějí plavidlo LST u Anzia

Tanková výsadková loď (anglicky: Landing Ship, Tank – LST) je označením výsadkové lodi určené k přepravě tanků, vozidel, nákladu a vojáků a jejich vylodění přímo na pobřeží (bez nutnosti využití přístavu). Tankové výsadkové lodi byly vyvinuty k podpoře obojživelných operací za druhé světové války. Byly to největší spojenecké výsadkové lodě schopné vylodit těžkou techniku přímo na pláži. Naprostá většina tankových výsadkových lodí byla postavena za války v USA (více než 1000), menší množství ve Velké Británii a Kanadě. Přestože je za války jejich posádky přezdívali large slow target, byla to nesmírně užitečná plavidla, kterých bylo ztraceno pouze 39 – z toho 26 přímo v boji. Poté, co byly vyvinuty jaderné zbraně se soudilo, že k velkým vyloďovacím operacím již nebude docházet, čluny LST však prokázaly svou užitečnost v korejské válce. Přestože dnes již plně nevyhovují požadavkům na moderní výsadkové operace, jsou stále provozovány řadou námořnictev.

## Druhá světová válka

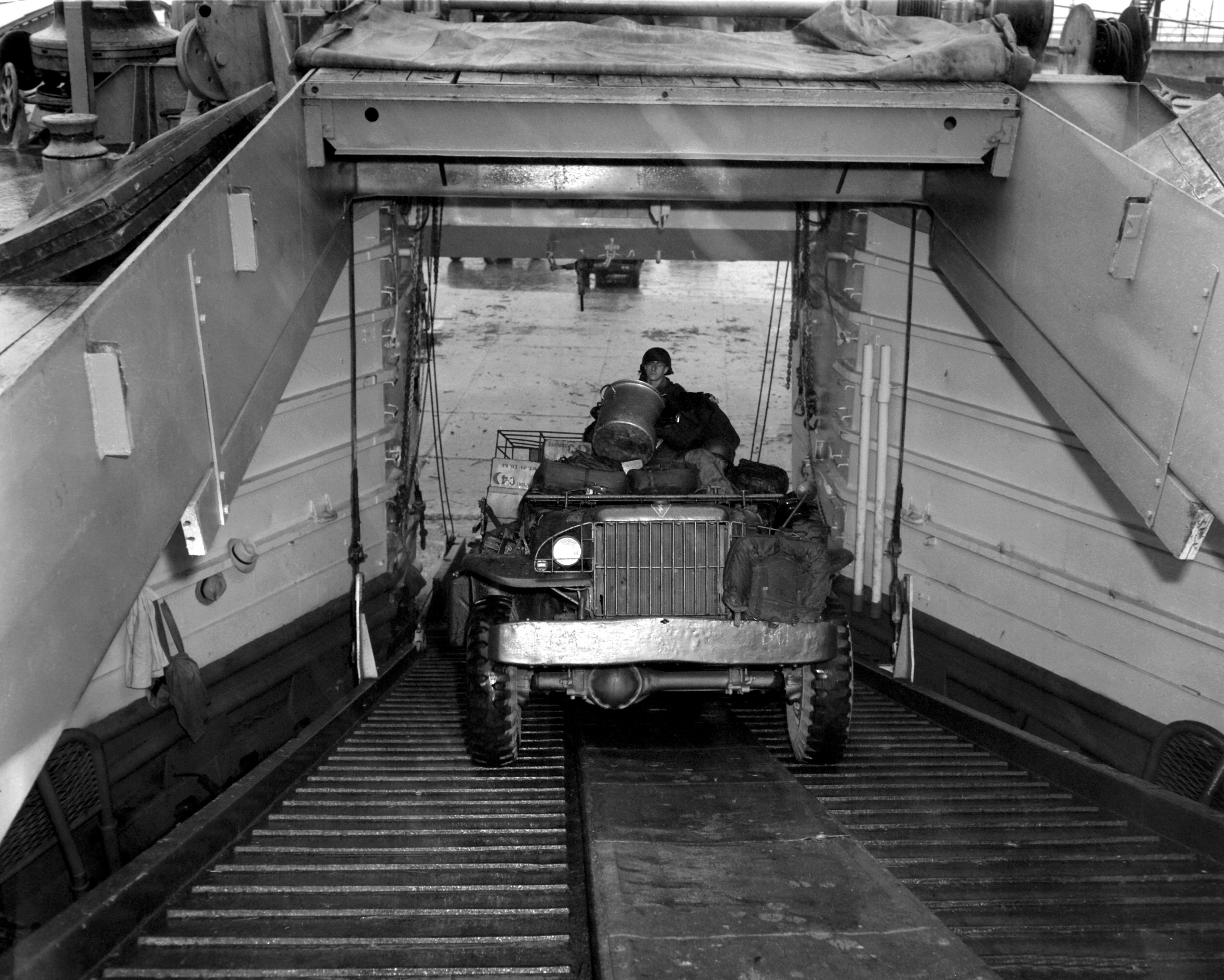
Rampa LST

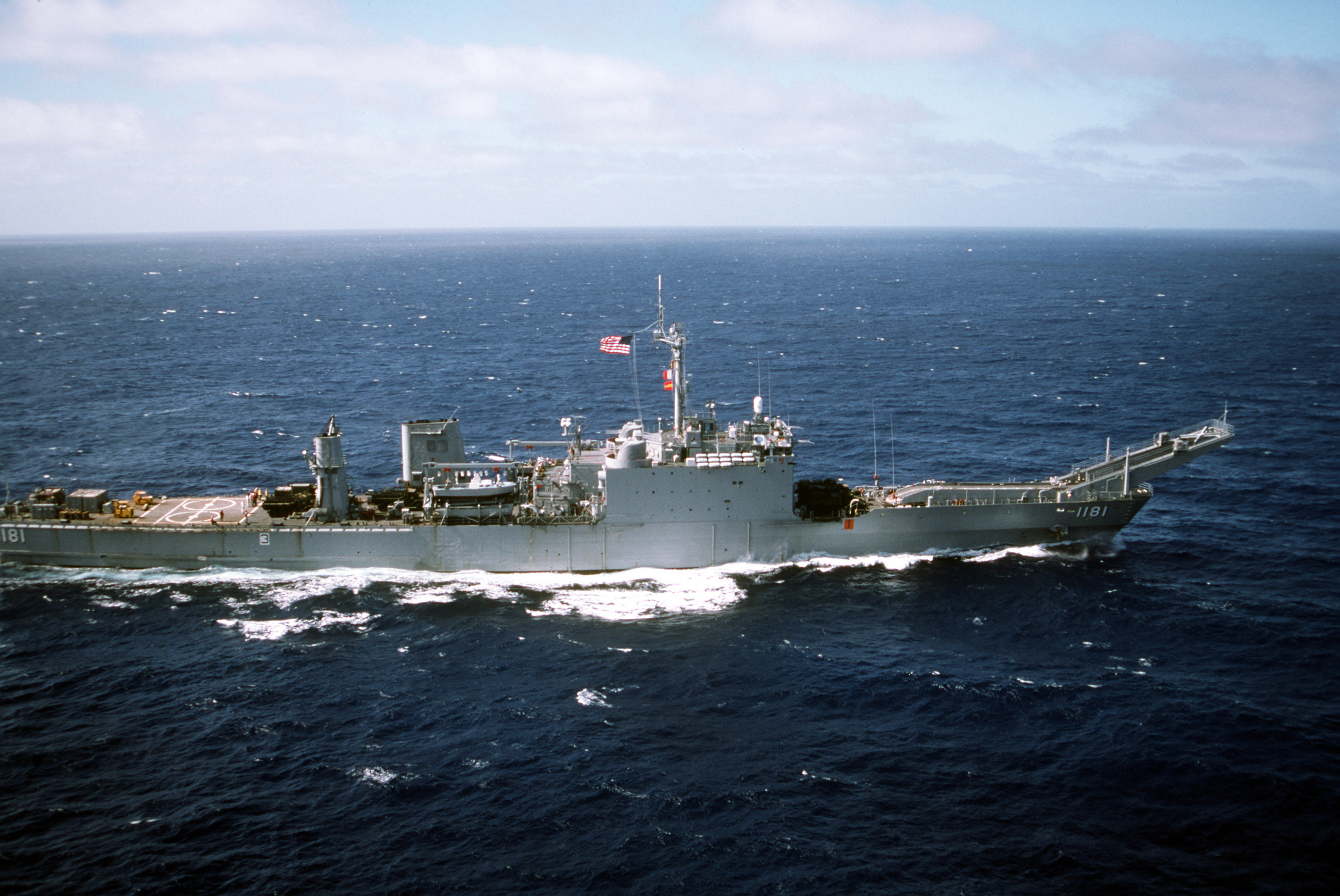
Novější koncepce tankové výsadkové lodě reprezentovaná americkou třídou Newport

U zrodu lodí LST stáli Britové, kteří museli po úspěšné německé invazi do Francie v roce 1940 spěšně evakuovat zbytky svých vojsk z přístavu Dunkerk. Jelikož tehdy neměli námořní lodě schopné přímo na pobřeží nalodit těžkou vojenskou techniku, museli v přístavu zanechat své tanky a další vybavení. Premiér Winston Churchill proto požadoval urychlené postavení lodí schopných oceánské plavby a následně výsadku přímo na břeh. Britové nejprve na LST přestavěli tři středně velké tankery s malým ponorem, které původně sloužily na jezeře Maracaibo. Technika z nich vyjížděla po rampě příďovými vraty. Přestavěné tankery, označené jako třída Maracaibo, byly poprvé a relativně úspěšně nasazeny při vylodění v severozápadní Africe. Poté Britové postavili tři zcela nové tankové výsadkové lodě třídy Boxer – malá kapacita jejich loděnic však způsobila, že byla masová výroba výsadkových lodí, včetně LST, přesunuta do USA.
Američané pro LST vytvořili zcela novou konstrukci, označovanou LST Mk2 či LST(2). Jejich konstruktérem byl John Niedermair. Lodě dlouhé téměř 100 metrů měly ploché dno, příďová vrata pro vylodění techniky a dvě nákladové paluby – na dolní palubě byly neseny tanky, zatímco na horní byla lehčí technika. Celkem unesly 2100 tun nákladu. Ubikace byly po stranách nákladních palub a na zádi byl lodní můstek. Pohon zajišťovaly dieselové motory. Jelikož lodě měly mít velký ponor pro plavbu přes oceán a zároveň malý ponor pro samotné vyloďování, byly vybaveny propracovaným balastním systémem, který umožňoval ponor měnit. Protiletadlovou výzbroj tvořilo menší množství 20 a 40mm kanónů.
První LST(2) vstoupil služby 27. října 1942 a za celou válku jich v USA bylo postaveno celkem 1051. Dobu stavby jedné lodě se podařilo postupně zkrátit až na dva měsíce. Britové od Američanů získali 113 LST(2) a další tolik potřebné lodě stavěli ve vlastních a kanadských loděnicích. Získali tak dalších 59 modifikovaných lodí LST Mk 3.
Čluny LST byly s velkým úspěchem používány při celé řadě výsadkových operací druhé světové války. Dočkaly se taky řady modifikací a byly používány nejen k přepravě tanků, ale rovněž jako lodě transportní, muniční, nemocniční, opravárenské a k četným jiným speciálním účelům. Premiérou typu LST(2) bylo vylodění na Šalomounových ostrovech. Následovaly například na Sicílii, v Itálii, v Normandii, v jižní Francii, při invazi na Filipíny, Iwo Jimu či Okinawu. Pokud na palubě nesly obojživelná vozidla DUKW či výsadková vozidla LVT-5, nemusely ani přirážet přímo ke břehu.
Po skončení války byly přebytečné LST(2) vyřazovány a mnoho jich, po nejrůznějších modifikacích, sloužilo v komerčním sektoru.

## Poválečný vývoj
Poté, co byly vyvinuty jaderné zbraně se soudilo, že k velkým vyloďovacím operacím již nebude docházet, čluny LST však prokázaly svou užitečnost v korejské válce. V USA tak byly i v následujících desetiletích stavěny menší série nových tankových výsadkových lodí tříd Terrebonne Parish, De Soto County a Newport. Americké námořnictvo je však již všechny vyřadilo a prodalo dalším zemím. Tankové výsadkové lodě tak ze služby vytlačily jiné typy lodí, zejména dokové výsadkové lodě a lodě kategorie amphibious transport dock. Ty jsou vybaveny dokem pro vznášedla Landing Craft Air Cushion a plošinou pro transportní vrtulníky. U nich tak odpadá nutnost přistát přímo u břehu, ale naopak mohou v bezpečí za horizontem vypouštět vznášedla pohybující se rychlostí až 40 uzlů.